# Otto Egberts
Otto Eduard Abel Egberts (Vlaardingen, 11 augustus 1949 – Rotterdam, 3 maart 2019) was een Nederlands beeldend kunstenaar, actief als schilder, tekenaar, beeldhouwer, en docent aan de Willem de Kooning Academie.
Egberts is bekend van zijn bijna volledig abstracte tekeningen gedomineerd door grijstinten. Hij omschrijft dit werk zelf als "geprofessionaliseerde twijfel" bedoeld om de "kwetsbaarheid van het zijn aan te duiden".

## Leven en werk
Egberts was geboren en getogen in Vlaardingen, en studeerde van 1977 tot 1982 aan de Academie voor Beeldende Kunsten te Rotterdam. Sinds zijn afstuderen is hij werkzaam als beeldend kunstenaar in Rotterdam, en verwierf met zijn vele museale exposities bekendheid in binnen- en buitenland. In 1990 werd hij daarnaast ook docent aan de Academie voor Beeldende Kunsten in Rotterdam, en in 1995 ook aan de Koninklijke Academie van Beeldende Kunsten in Den Haag.
Oude terugkerende thema's in Egberts werk zijn "het oog, vleeshompen, misvormingen in gezichten, maar ook geometrische vormen die doorbroken worden of op drift raken". In 2007 toonde het Stedelijk Museum Schiedam een overzicht van zijn werk met zo'n 150 werken, waarbij Egberts zijn werk zogezegd aanduidde als "geprofessionaliseerde twijfel".. Hij verklaarde verder:
... De twijfel is af te lezen aan het verfoppervlak. Daar ben ik de laatste tijd eindeloos op aan het schuren en gummen. Omgekeerde geografie noem ik dat ook wel eens. Als je schildert ben je niet aan het graven, maar werk je langzaam naar boven toe.— NRC Handelsblad
Zijn werk is in het bezit van onder meer het Stedelijk Museum Schiedam en het Fries Museum.
Op 3 maart 2019 overleed Egberts plotseling in zijn woonplaats Rotterdam.

## Exposities, een selectie
- 1982. Verdeelde Beelden, Museum Fodor, Amsterdam.[8]
- 1987. Rijksaankopen 1986, Het Prinsenhof, Delft.
- 1989. Verzameld werk I, Museum Boijmans Van Beuningen, Rotterdam.
- 1989. AMRO kollektie, Stedelijk Museum Amsterdam.
- 1991. van Vlees en Bloedt, Stedelijk Museum Schiedam.
- 1991. Op ware grootte, Stedelijk Museum Amsterdam.
- 1996. Ik wou dat ik een Italiaan was, MK Galerie Rotterdam.[4]
- 1998. Art Brussels, Beursgebouw Brussel, Brussel.
- 1999. Museum Het Valkhof, Nijmegen.
- 2000. Het eigen verhaal, TENT Rotterdam.
- 2003. Personalities, Fries Museum, Leeuwarden.
- 2005. Crossaert- Meisterwerke der Moderne, Kunst-und Ausstellungshalle der BRD, Bonn.
- 2007. Brieven uit Arcadia-SNS REAAL, Centraal Museum Utrecht.
- 2011. All about drawing. Stedelijk Museum Schiedam.

## Publicaties, een selectie
- Egberts, Otto, Otto Egberts – tekeningen 1984-1989. Rotterdam, Centrum Beeldende Kunst, 1989.
- Egberts, Otto, Otto Egberts, Freem, Stichting, 2007.
- Otto Egberts. Eigen weg: collectie Gerhard en Mariet Roetgering, 2010.
- Hans Andringa en Otto Egberts, Beelden in de verte.  's-Hertogenbosch: Ansgar Editions, 2010.